# Brigitte Steden
Brigitte Gertrud Steden (* 16. März 1949 in Wuppertal als Brigitte Gertrud Potthoff, verheiratete Brigitte Pickartz; † 14. April 1999) war eine deutsche Badmintonspielerin.

## Karriere
Ihren ersten internationalen Erfolg feierte die für den VfL Bochum startende Brigitte Potthoff 1969 bei den Swiss Open (Badminton). 1971 gewann sie bei den French Open (Badminton) alle drei möglichen Titel, auch das Mixed mit ihrem späteren Ehemann Klaus Steden. Ein Jahr später, nun schon als Brigitte Steden, gewann sie mit Roland Maywald die Bronzemedaille bei den Europameisterschaften. 1975 wurden beide Zweite bei den All England. 1988 und 1997 gewann sie, mittlerweile verheiratet als Brigitte Pickartz und für den VfB Lübeck startend, bei den Deutschen Seniorenmeisterschaften den Titel im Damendoppel.
Steden starb unerwartet am 14. April 1999.

## Internationale Erfolge
| Saison                                             | Veranstaltung | Disziplin   | Platz | Name                                 |
| -------------------------------------------------- | ------------- | ----------- | ----- | ------------------------------------ |
| Schweiz: Internationale Meisterschaften            | 1969          | Damendoppel | 1     | Brigitte Potthoff / June Jacques     |
| Schweiz: Internationale Meisterschaften            | 1969          | Dameneinzel | 1     | Brigitte Potthoff                    |
| French Open                                        | 1971          | Mixed       | 1     | Klaus Steden / Brigitte Potthoff     |
| French Open                                        | 1971          | Damendoppel | 1     | Brigitte Potthoff / June Jacques     |
| French Open                                        | 1971          | Dameneinzel | 1     | Brigitte Potthoff                    |
| Niederlande: Internationale Meisterschaften        | 1972          | Mixed       | 1     | Roland Maywald / Brigitte Steden     |
| Europameisterschaft                                | 1972          | Mixed       | 3     | Roland Maywald / Brigitte Steden     |
| Deutschland: Internationale Meisterschaften        | 1973/1974     | Mixed       | 1     | Roland Maywald / Brigitte Steden     |
| Niederlande: Internationale Meisterschaften        | 1974          | Mixed       | 1     | Roland Maywald / Brigitte Steden     |
| Schweden: Internationale Meisterschaften           | 1974          | Mixed       | 1     | Roland Maywald / Brigitte Steden     |
| Niederlande: Internationale Meisterschaften        | 1974          | Damendoppel | 1     | Brigitte Steden / Marieluise Zizmann |
| Deutschland: Internationale Meisterschaften        | 1974/1975     | Dameneinzel | 2     | Brigitte Steden                      |
| Deutschland: Internationale Meisterschaften        | 1974/1975     | Damendoppel | 1     | Brigitte Steden / Marieluise Zizmann |
| All England                                        | 1975          | Mixed       | 2     | Roland Maywald / Brigitte Steden     |
| Tschechoslowakische Internationale Meisterschaften | 1977          | Mixed       | 2     | Roland Maywald / Brigitte Steden     |
| Tschechoslowakische Internationale Meisterschaften | 1977          | Damendoppel | 2     | Brigitte Steden / Marieluise Zizmann |
| Tschechoslowakische Internationale Meisterschaften | 1977          | Dameneinzel | 3     | Brigitte Steden                      |

## Nationale Titel
| Veranstaltung                    | Saison    | Disziplin   | Sieger                                                                            |
| -------------------------------- | --------- | ----------- | --------------------------------------------------------------------------------- |
| Deutsche Einzelmeisterschaft U22 | 1969/1970 | Mixed       | Karl Weiland / Brigitte Pickartz-Steden-Potthoff (1. BC Beuel / VfL Bochum)       |
| Deutsche Einzelmeisterschaft U22 | 1969/1970 | Dameneinzel | Brigitte Pickartz-Steden-Potthoff (VfL Bochum)                                    |
| Deutsche Einzelmeisterschaft U22 | 1969/1970 | Damendoppel | Brigitte Pickartz-Steden-Potthoff / Helga Schumacher (VfL Bochum / FC Langenfeld) |
| Deutsche Einzelmeisterschaft U22 | 1970/1971 | Dameneinzel | Brigitte Pickartz-Steden-Potthoff (VfL Bochum)                                    |
| Deutsche Einzelmeisterschaft U22 | 1970/1971 | Damendoppel | Brigitte Pickartz-Steden-Potthoff / Helga Schumacher (VfL Bochum / FC Langenfeld) |
| Deutsche Einzelmeisterschaft     | 1971/1972 | Dameneinzel | Brigitte Steden (VfL Bochum)                                                      |
| Deutsche Einzelmeisterschaft     | 1972/1973 | Damendoppel | Brigitte Steden / Marieluise Wackerow (VfL Bochum / 1. BC Beuel)                  |
| Deutsche Einzelmeisterschaft     | 1973/1974 | Damendoppel | Brigitte Steden / Marieluise Wackerow (VfL Bochum / 1. BC Beuel)                  |
| Deutsche Einzelmeisterschaft     | 1973/1974 | Dameneinzel | Brigitte Steden (VfL Bochum)                                                      |
| Deutsche Einzelmeisterschaft     | 1974/1975 | Damendoppel | Brigitte Steden / Marieluise Wackerow (VfL Bochum / 1. BC Beuel)                  |
| Deutsche Einzelmeisterschaft     | 1974/1975 | Mixed       | Roland Maywald / Brigitte Steden (1. BC Beuel / VfL Bochum)                       |
| Deutsche Einzelmeisterschaft     | 1976/1977 | Mixed       | Roland Maywald / Brigitte Steden (1. BC Beuel / OSC 04 Rheinhausen)               |
| Deutsche Einzelmeisterschaft     | 1976/1977 | Damendoppel | Eva-Maria Kranz / Brigitte Steden (1. BC Beuel / OSC 04 Rheinhausen)              |
| Deutsche Einzelmeisterschaft     | 1976/1977 | Dameneinzel | Brigitte Steden (OSC 04 Rheinhausen)                                              |
| Deutsche Einzelmeisterschaft     | 1979/1980 | Damendoppel | Brigitte Steden / Elke Weber (TSV Glinde / VfL Wolfsburg)                         |
| Deutsche Einzelmeisterschaft     | 1980/1981 | Damendoppel | Brigitte Steden / Elke Weber (TSV Glinde / VfL Wolfsburg)                         |
| Deutsche Einzelmeisterschaft     | 1981/1982 | Damendoppel | Brigitte Steden / Kirsten Schmieder (TSV Glinde / OSC 04 Rheinhausen)             |
| Deutsche Einzelmeisterschaft O32 | 1987/1988 | Damendoppel | Brigitte Steden / Ingrid Gatermann (VfB Lübeck / Polizei SV Bremen)               |
| Deutsche Einzelmeisterschaft O45 | 1996/1997 | Damendoppel | Ingrid Gatermann / Brigitte Pickartz (Polizei SV Bremen / VfB Lübeck)             |